# گمینا چایکوو
گمینا چایکوو (به لهستانی:  Gmina Czajków) یک گمینا در لهستان است که در شهرستان اوستژشوف واقع شده‌است. گمینا چایکوو ۷۰٫۷۷ کیلومتر مربع مساحت و ۲٬۵۸۴ نفر جمعیت دارد.